# Medborgarplatsen (Stockholms tunnelbana)
Medborgarplatsen ist eine unterirdische Station der Stockholmer U-Bahn, welche sich unterhalb des gleichnamigen Platzes sowie nahe der Einkaufsstraße Götgatan befindet. Sie befindet sich im Stadtteil Södermalm. Die Station wird von der Gröna linjen des Stockholmer U-Bahn-Systems bedient. Die zentrale Lage in der Innenstadt macht sie zu einer der vielfrequentierten Stationen des U-Bahn-Netzes. An einem normalen Werktag steigen 26.750 Pendler hier zu.

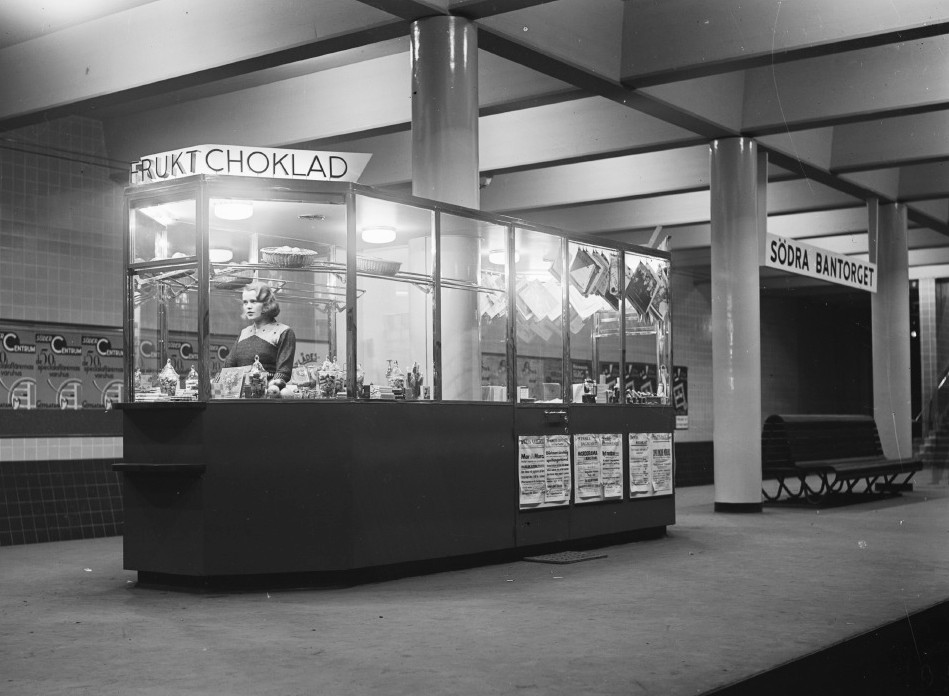
Station Medborgarplatsen, 1933

Die Station wurde am 1. Oktober 1933 unter dem Namen Södra Bantorget (Südlicher Bahnplatz), als die Straßenbahnlinie von Skanstull nach Slussen in den neuerbauten Tunnel verlegt wurde, in Betrieb genommen. Ihren heutigen Namen erhielt die Station 1944. Der U-Bahnbetrieb erfolgt am 1. Oktober 1950, als der erste Stockholmer U-Bahn-Abschnitt zwischen Slussen–Hökarängen eingeweiht wurde. Die Bahnsteige befinden sich ca. 6–18 Meter unter der Erde. Die Station liegt zwischen den Stationen Skanstull und Slussen. Bis zum Stockholmer Hauptbahnhof sind es etwa zwei Kilometer. Es besteht Umsteigemöglichkeit zum Pendeltåg an der Station Stockholms södra, diese ist in wenigen Minuten zu Fuß erreichbar.

## Reisezeit
| Linie | bis Station     | Reisezeit | bis Station                                 | Reisezeit               |
| T17   | Åkeshov         | 26 min    | Slussen Gamla stan T-Centralen Gullmarsplan | 1 min 2 min 6 min 2 min |
| T17   | Skarpnäck       | 15 min    | Slussen Gamla stan T-Centralen Gullmarsplan | 1 min 2 min 6 min 2 min |
| T18   | Alvik           | 19 min    | Slussen Gamla stan T-Centralen Gullmarsplan | 1 min 2 min 6 min 2 min |
| T18   | Farsta strand   | 20 min    | Slussen Gamla stan T-Centralen Gullmarsplan | 1 min 2 min 6 min 2 min |
| T19   | Hässelby strand | 38 min    | Slussen Gamla stan T-Centralen Gullmarsplan | 1 min 2 min 6 min 2 min |
| T19   | Hagsätra        | 19 min    | Slussen Gamla stan T-Centralen Gullmarsplan | 1 min 2 min 6 min 2 min |